# Geisingberg
Geisingberg je čedičový útvar ve východní části Krušných hor, poblíž města Altenberg. Hora je vysoká 824 metrů. Pod horou se nalézá bývalé město Geising, nyní městská část Altenbergu.

## Historie

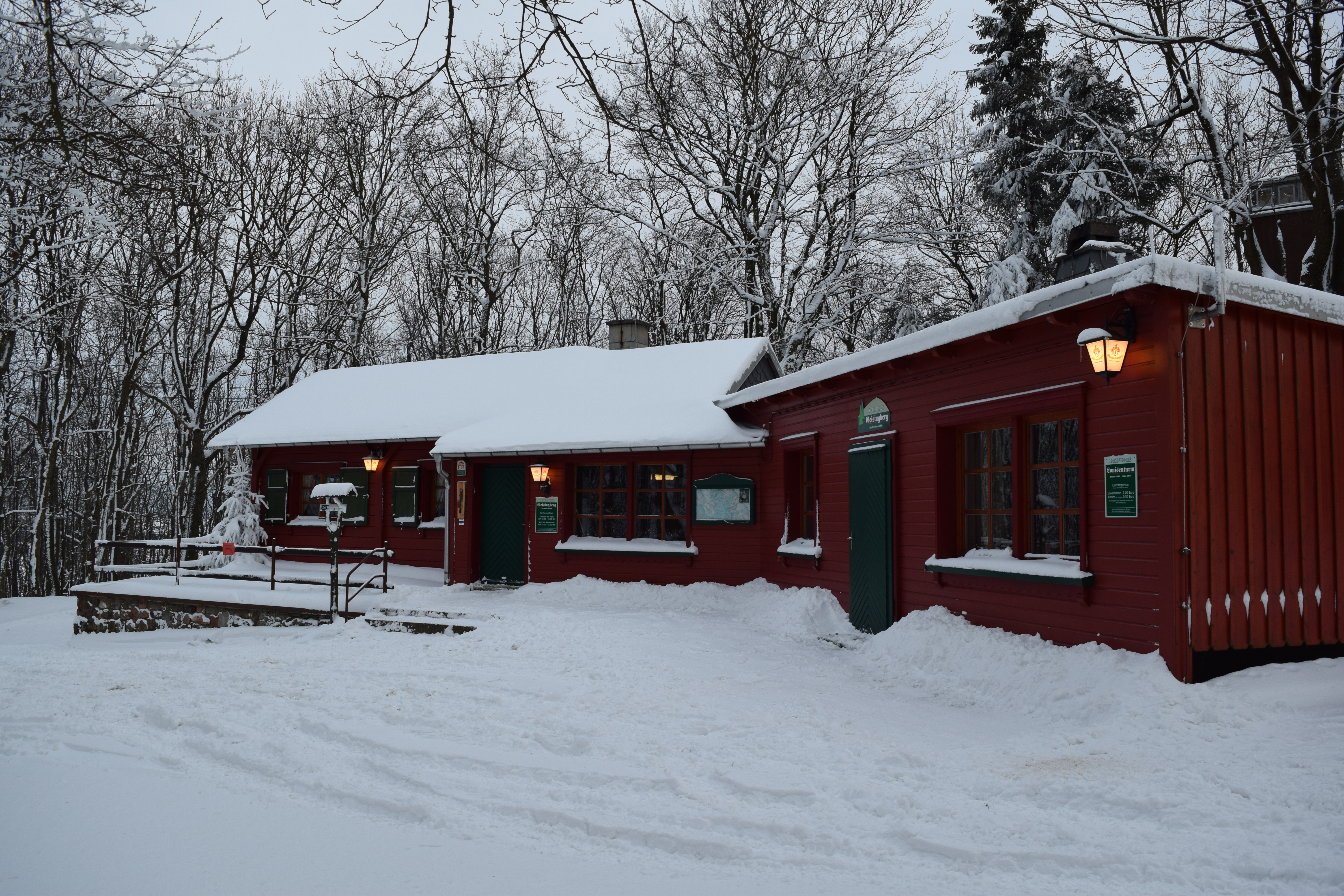
Horská bouda s restaurací

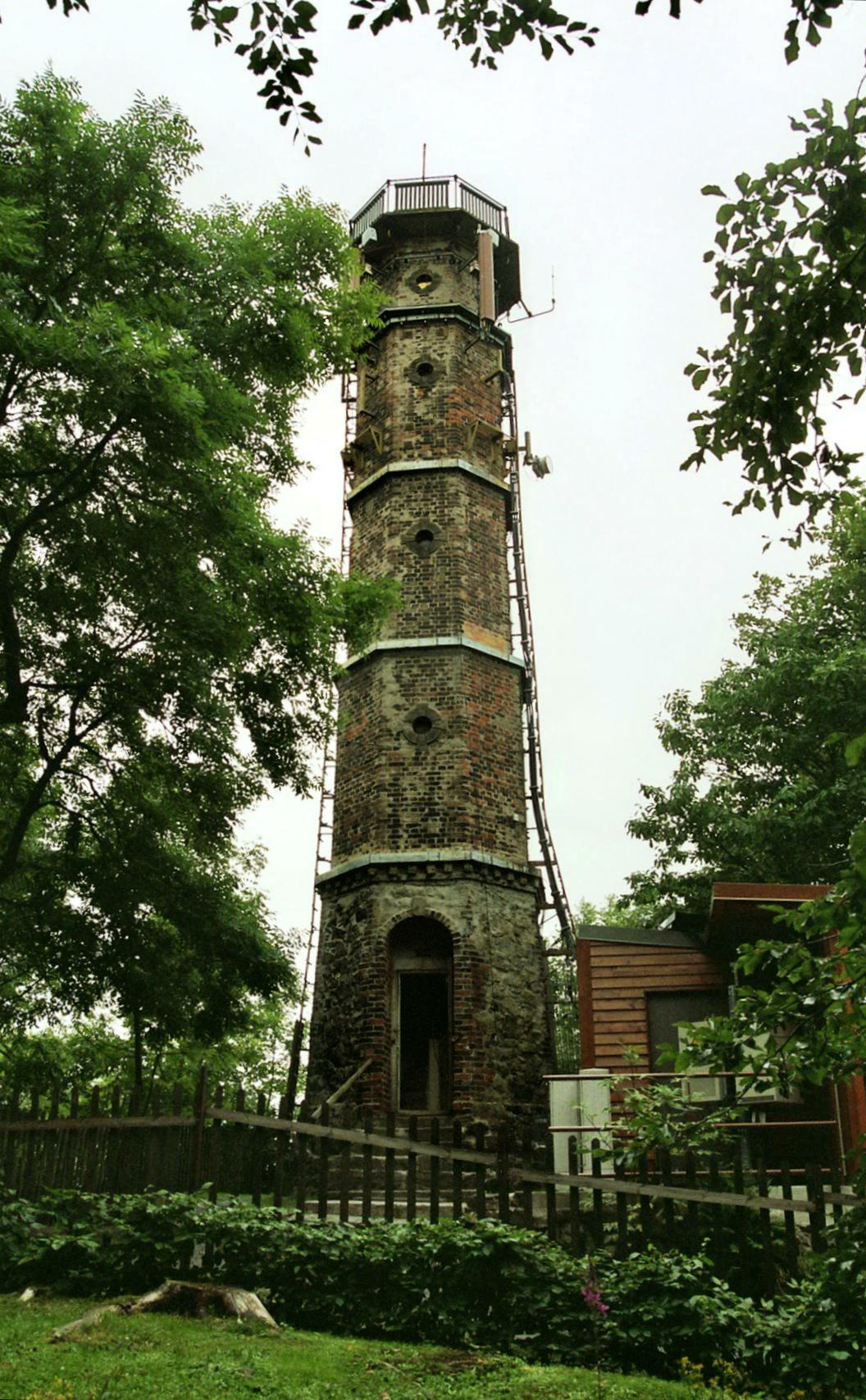
Rozhledna na vrcholu

### Těžba
Pod vlivem těžby cínu v nedalekém Altenbergu bylo podniknuto několik těžebních pokusů (mezi lety 1749–1794, dále pak mezi lety 1838–1842), při nichž byla vyhloubena i 24 metrů hluboká štola. Pokusy o těžbu cínu však zůstaly neúspěšné.
Od počátku 20. století byla na západním svahu hory zintenzivněna těžba čediče. Krátce před velkým odstřelem 1. března 1930, při kterém mělo být použito na 40 000 kilogramů trhaviny, došlo k řadě protestů mnoha spolků i místních obyvatel, kteří se obávali, že s dalším nárůstem těžby dojde nevyhnutelně k likvidaci hory. Krátce poté byl kamenolom uzavřen.

### Zpřístupnění turistům
Na počátku 19. století existovaly na vrcholu pavilony, které byly využívány především saskými králi k účelu lovu. Později zde byla zřízena na stromě provizorní vyhlídková konstrukce a vedle byl postaven menší srub. Na tom samém místě byla roku 1891 zřízena kamenná rozhledna, kterou lze navštívit dodnes. Na počátku 20. století byla na vrcholu postavena také horská bouda. Přes vrchol vede mezinárodní turistická trasa Eisenach–Budapešť.
Na hoře Geisingberg byla zřízena sjezdovka, která byla mimo jiné využita při mistrovství Německa v lyžování roku 1937. Na západní straně hory byl až do padesátých let 20. století využíván skokanský můstek.

## Přírodní poměry
Geisingberg leží ve východním Krušnohoří mezi hornickým městem Altenberg a jeho městskou částí Geising. Na jeho severozápadní straně probíhá železnice, která má sklon 37 promile, což ji činí jednou z nejpříkřejších železničních tratí v Německu.

## Geologie
Hora vznikla jako výsledek sopečné činnosti v období třetihor, kdy asi před třiceti miliony lety došlo k vyzdvižení Krušnýh hor a s tím spojeným projevům vulkanismu. Geisinberg patří do kategorie tzv. kryptodómů, jež vznikly následkem tzv. kryptovulkanismu, sopečné činnosti, při které nedochází k výlevu lávy ani dopadu popela.

## Ochrana přírody
Roku 1911 požádal Zemský spolek pro ochranu saské domoviny o ochranný status pro louky na hoře Geisingberg. Roku 1925 koupil spolek prvních 10 hektarů a pronajal je místním zemědělcům na pěstování slámy, čímž bylo zamezeno zavedení intenzivního zemědělství. V 60. letech zde byla zřízená chráněná krajinná oblast. Vedle smrku zde roste červený buk, jasan, horský javor či javor mléčný. V 90. letech byla chráněná krajinná oblast rozšířena na více než 300 hektarů.